# らぶしぇるたぁ
『らぶしぇるたぁ』は、あずまゆきによる日本の漫画作品。『comicキャンドール』（実業之日本社）連載。単行本全3巻。

## あらすじ
集合住宅の隣に住む悠里（ゆうり）と秋夜（しゅうや）と桐野美沙（きりの みさ）の3人が織り成す物語。

## 登場人物
名雲悠里（なぐもゆうり）
主人公。ベランダに『秘密の抜け穴』を作った。（美乳）
秋夜（しゅうや）
悠里の隣人にして幼馴染。『秘密の抜け穴』から出入りする。
桐野美沙（きりの みさ）
秋夜の初恋の相手。6年前に東京へ引っ越したが戻ってくる。（巨乳）

## 書誌情報
マンサンコミックス
1. 2011年1月 ISBN 978-4-408-17298-9
2. 2011年6月 ISBN 978-4-408-17325-2
3. 2011年12月 ISBN 978-4-408-17362-7